# Incendie de Vaulx-en-Velin
L'incendie de Vaulx-en-Velin est un incendie survenu dans la nuit du 15 au 16 décembre 2022 et qui ravage l'immeuble d'habitation situé 12, chemin des Barques à Vaulx-en-Velin, tuant 10 personnes (dont 4 enfants) et en blessant 24 autres.

## Contexte
Le bâtiment incendié est un immeuble d'habitation de 7 étages situé 12, chemin des Barques dans le quartier populaire du Grand Mas - Sauveteurs - Cervelières à Vaulx-en-Velin. Il est l'objet de travaux d'urgences en 2019 et fait partie des « 13 copropriétés dégradées » du quartier pour lesquelles le Conseil de la métropole de Lyon adopte le 25 janvier 2022 « un plan de sauvegarde [...] en vue d’une réhabilitation et d’une aide à la gestion »,. 
Le rez-de-chaussée du bâtiment est partiellement occupé par un squat où se développe, depuis des années, un trafic de stupéfiants qui lui vaut d'être qualifié de « point de deal » ou de « four » par les riverains. Dans les heures précédant l'incendie, plusieurs trafiquants y sont interpellés par la police. 

## Incendie
L'incendie se déclare peu après 3 heures du matin au rez-de-chaussée et se propage très rapidement au deuxième puis au troisième étage, épargnant relativement le premier,,. L'alerte est donnée à 3 h 12 et les premiers hommes du service départemental métropolitain d'incendie et de secours (SDMIS) arrivent sur les lieux à 3 h 25. Au total, 170 sapeurs-pompiers et 65 engins sont mobilisés pour venir à bout des flammes. Dans un « point de situation à 6 h 30 », la préfecture du Rhône déclare l'incendie « éteint ».
Bien que les causes de l'incendie demeurent dans un premier temps inconnu, le ministre de l'Intérieur Gérald Darmanin confirme, à 7 h 38, l'existence de « plusieurs hypothèses » relatives à celles-ci. S'il ne précise pas lesquelles, Le Progrès évoque notamment « un problème de chaudière ou [...] un feu de poubelles qui se serait propagé ».

## Victimes
Un bilan provisoire, officialisé par la préfecture du Rhône, fait état de « 10 personnes décédées (dont 5 enfants), 4 victimes en urgence absolue et 10 blessés légers (dont 2 sapeurs-pompiers) ». Le bilan est par la suite revue à la hausse avec 24 blessés confirmés. Si, à 16 h 40, près de la moitié sont déjà sortis de l'hôpital, 4 restent hospitalisés dans un état grave avec un pronostic vital engagé pour 3 d'entre eux (deux adolescents de 17 et 19 ans et une femme de 40 ans). À 18 h 45, le parquet de Lyon annonce finalement que leurs vies ne sont plus en danger. Le lendemain matin, il corrige le bilan provisoire établi par la préfecture en indiquant que 6 adultes et 4 mineurs sont morts dans l'incendie (et non 5 et 5 comme annoncé initialement). Dans une conférence de presse, le ministre de l'Intérieur Gérald Darmanin précise que l'âge des mineurs décédés va de 3 à 15 ans et que toutes les personnes mortes ou gravement blessées dans l'incendie se trouvaient dans l'immeuble au moment où celui-ci s'est déclaré. Il est le plus grave sur le sol français depuis celui de la rue Erlanger (10 morts, 96 blessés) en février 2019.      

## Réactions
Le bilan humain provisoire étant particulièrement lourd, la préfet du Rhône Pascal Mailhos annonce l'ouverture d'un centre opérationnel départemental (COD) et le déclenchement du plan « nombreuses victimes ». Il se rend par ailleurs sur place en compagnie de la maire de Vaulx-en-Velin et du procureur de la république de Lyon, rejoints par la suite par le ministre délégué à la Ville et au Logement Olivier Klein et le ministre de l'Intérieur Gérald Darmanin. 

## Suites judiciaires
Trois jours après l’incendie, le parquet de Lyon ouvre information judiciaire pour dégradation volontaire par incendie ayant entraîné la mort, et dégradation volontaire par incendie ayant entraîné une incapacité totale de travail. Elle est conduite par deux juges d’instruction,